# Formule BRL
Formule BRL is een toekomstig kampioenschap voor formulewagens in de Benelux.

## De auto
De Formule BRL is een aangepast Reynard Formule Chrysler (2KF) chassis met een nieuwe voorspoiler en de originele motor. De auto is voorzien van een 3,5 liter krachtbron van Chrysler.

## Raceformat
Het raceformat zal waarschijnlijk niet (veel) afwijken van dat van de "normale" BRL V6 en BRL light.
De race die tijdens de Rizla Racing Days op Assen werd gehouden in 2008 was een race van 25 minuten zonder verplichte pitstop.

## Kalender 2010
De kalender voor 2010 is nog niet vrijgegeven maar er valt wel te verwachten dat er geracet gaat worden op Circuit Park Zandvoort, TT-Circuit Assen, Circuit Zolder en Funpark Meppen. Daarnaast wordt gezegd dat er ook op het Circuit de Peel, eigendom van Harry Maessen die op zijn beurt de eigenaar van BRL Association BV is, bij Venray geracet gaat worden met de BRL klassen maar dit kan heel goed onwaar zijn.